# Collegio uninominale Piemonte - 03 (2017)
Il collegio elettorale uninominale Piemonte - 03 è stato un collegio elettorale uninominale della Repubblica Italiana per l'elezione del Senato tra il 2017 ed il 2022.

## Territorio
Come previsto dalla legge elettorale italiana del 2017, il collegio era stato definito tramite decreto legislativo all'interno della circoscrizione Piemonte.
Era formato dal territorio di 11 comuni: Alpignano, Beinasco, Bruino, Collegno, Druento, Grugliasco, Orbassano, Pianezza, Rivalta di Torino, Rivoli, Venaria Reale e da parte del territorio del comune di Torino (zone Vallette e Borgo San Paolo).
Il collegio era parte del collegio plurinominale Piemonte - 01.

## Eletti
| Elezione | Elezione | Senatore        | Partito |
| -------- | -------- | --------------- | ------- |
|          | 2018     | Roberta Ferrero | Lega    |

## Dati elettorali

### XVIII legislatura
Come previsto dalla legge elettorale, 116 senatori erano eletti con sistema a maggioranza relativa in altrettanti collegi uninominali a turno unico.
| Candidati              | Candidati                 | Voti    | %     | Liste                    | Voti    | %     |
| ---------------------- | ------------------------- | ------- | ----- | ------------------------ | ------- | ----- |
|                        | Roberta Ferrero ✔️ Eletto | 89 024  | 32,42 | Lega                     | 46 736  | 17,02 |
| Forza Italia           | Roberta Ferrero ✔️ Eletto | 89 024  | 32,42 | 32 140                   | 11,70   |       |
| Fratelli d'Italia      | Roberta Ferrero ✔️ Eletto | 89 024  | 32,42 | 9 270                    | 3,38    |       |
| Noi con l'Italia - UDC | Roberta Ferrero ✔️ Eletto | 89 024  | 32,42 | 1 238                    | 0,45    |       |
|                        | Elisa Pirro               | 81 814  | 29,79 | Movimento 5 Stelle       | 81 814  | 29,79 |
|                        | Stefano Esposito          | 80 782  | 29,42 | Partito Democratico      | 66 735  | 24,30 |
| +Europa                | Stefano Esposito          | 80 782  | 29,42 | 11 797                   | 4,30    |       |
| Italia Europa Insieme  | Stefano Esposito          | 80 782  | 29,42 | 1 164                    | 0,42    |       |
| Civica Popolare        | Stefano Esposito          | 80 782  | 29,42 | 1 086                    | 0,40    |       |
|                        | Giorgio Airaudo           | 13 696  | 4,99  | Liberi e Uguali          | 13 696  | 4,99  |
|                        | Daniela Alfonzi           | 3 188   | 1,16  | Potere al Popolo!        | 3 188   | 1,16  |
|                        | Cinzia Necco              | 2 250   | 0,82  | CasaPound                | 2 250   | 0,82  |
|                        | Fabrizio Clari            | 1 855   | 0,68  | Il Popolo della Famiglia | 1 855   | 0,68  |
|                        | Maurizio Correnti         | 842     | 0,31  | Italia agli Italiani     | 842     | 0,31  |
|                        | Luigi Ruben Bellucca      | 714     | 0,26  | Partito Valore Umano     | 714     | 0,26  |
|                        | Grigore Coman             | 248     | 0,09  | Grande Nord              | 248     | 0,09  |
|                        | Loris Brizio              | 189     | 0,07  | PRI - ALA                | 189     | 0,07  |
| Totale                 | Totale                    | 274 602 | 100   |                          | 274 602 | 100   |
|                        |                           |         |       |                          |         |       |
| Voti non validi        | Voti non validi           | 8 467   | 2,99  |                          |         |       |
| Votanti                | Votanti                   | 283 069 | 76,02 |                          |         |       |
| Elettori               | Elettori                  | 372 357 |       |                          |         |       |